# Tjastnaja zjizn Petra Vinogradova
Tjastnaja zjizn Petra Vinogradova (russisk: Частная жизнь Петра Виноградова) er en sovjetisk spillefilm fra 1934 af Aleksandr Matjeret.

## Medvirkende
- Boris Livanov som Pjotr Vinogradov
- V. Tsisjevskij som Senja
- Konstantin Gradopolov som Kotja Okhotnikov
- Tatjana Barysjeva
- Galina Stepanova